# Velieri più grandi

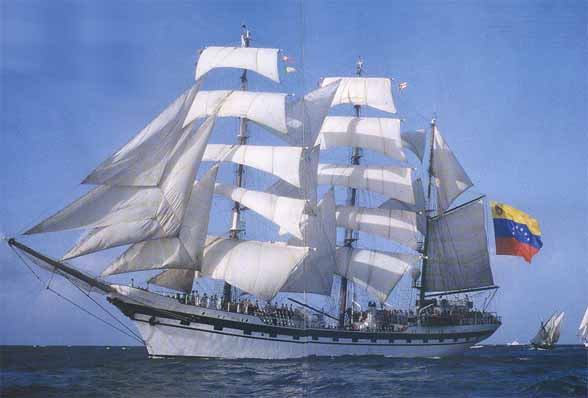
Il Simón Bolivar, nave scuola del Venezuela

Questa è una lista di alcuni dei più grandi velieri costruiti. I velieri con propulsione mista (vela e motore) sono riportati solo se il motore è ausiliario, cioè usato solo per le manovre in porto o in casi particolari.
La lista comprende:
- velieri celebri non più esistenti
- velieri tuttora esistenti e attivi (navi scuola, yacht, navi da crociera, ecc.)
- velieri esistenti ma non naviganti (per es. navi museo)

La lista è ordinata in base alla lunghezza fuori tutto (lunghezza dello scafo più eventuali parti sporgenti non rimovibili).
La bandiera indica il paese di appartenenza della società armatrice. Per i velieri non più esistenti, nel caso di più proprietari è indicato il paese del proprietario principale. Per i velieri esistenti lo Stato a cui appartiene oggi la società proprietaria.

## Lista
- la colonna 'anno' indica l'anno in cui la nave è stata varata;
- la colonna "L = (m)" indica la lunghezza in metri;
- la colonna "D = (t)" indica il dislocamento in t;
- la superficie totale delle vele è espressa in m²;
- le colonne sono ordinabili per mezzo dei pulsanti a fianco dei titoli.

| Nome                  | Paese                  | Anno | L = (m) | D = (t) | Sup. vele | Impiego           |
| --------------------- | ---------------------- | ---- | ------- | ------- | --------- | ----------------- |
| Preussen              | Germania (bandiera)    | 1902 | 147     | 11 150  | 6 086     | mercantile[1]     |
| R.C. Rickmers         | Germania (bandiera)    | 1906 | 146     | 10 500  | 6 045     | mercantile[2]     |
| Kruzenshtern          | Russia (bandiera)      | 1926 | 114,5   | 5 805   | 3 400     | nave scuola       |
| Thomas W. Lawson      | Stati Uniti (bandiera) | 1902 | 144     | 10 860  | 4 330     | mercantile[3]     |
| France II             | Francia (bandiera)     | 1911 | 142,2   | 10 710  | 6 350     | mercantile        |
| Wyoming               | Stati Uniti (bandiera) | 1909 | 137,2   | 10 164  | 3 700     | mercantile        |
| Potosí                | Germania (bandiera)    | 1895 | 133     | 8 580   | 5 250     | mercantile[4]     |
| France I              | Francia (bandiera)     | 1890 | 133     | 8 800   | 4 550     | mercantile[5]     |
| Royal Clipper         | Monaco (bandiera)      | 2000 | 134     | 5 050   | 5 000     | yacht da crociera |
| København             | Danimarca (bandiera)   | 1921 | 131,9   | 7 900   | 4 644     | nave scuola       |
| Moshulu               | Stati Uniti (bandiera) | 1904 | 122     | 7 000   | 4 180     | ristorante[6]     |
| Great Republic        | Stati Uniti (bandiera) | 1853 | 121     | 6 600   | 5 400     | mercantile        |
| Viking                | Svezia (bandiera)      | 1906 | 118     | 6 300   | 2 850     | nave hotel        |
| Sedov                 | Russia (bandiera)      | 1921 | 117,5   | 6 148   | 4 192     | nave scuola       |
| Lawhill               | Regno Unito (bandiera) | 1892 | 116,7   | 6 300   | 4 000     | mercantile[7]     |
| Herzogin Cecilie      | Germania (bandiera)    | 1902 | 116     | 6 000   | 4 400     | mercantile[8]     |
| Passat                | Germania (bandiera)    | 1911 | 115     | 3 158   | 4 100     | nave museo        |
| Peking                | Germania (bandiera)    | 1911 | 115     | 3 100   | 4 100     | nave museo[9]     |
| Pamir                 | Germania (bandiera)    | 1905 | 114,5   | 6 350   | 3 800     | mercantile        |
| Krusenstern           | Russia (bandiera)      | 1926 | 114,5   | 6 400   | 3 900     | nave scuola       |
| Juan Sebastián Elcano | Spagna (bandiera)      | 1927 | 113     | 3 670   | 3 153     | nave scuola       |
| Esmeralda             | Cile (bandiera)        | 1953 | 113     | 3 673   | 2 935     | nave scuola       |
| Star Clipper          | Belgio (bandiera)      | 1991 | 111     | 2 300   | 3 365     | yacht da crociera |
| Star Flyer            | Belgio (bandiera)      | 1991 | 111     | 2 300   | 3 365     | yacht da crociera |
| Nippon Maru II        |                        | 1984 | 110     | 2 570   | 2 760     | nave scuola       |
| Kaiwo Maru II         |                        | 1989 | 110     | 2 556   | 2 760     | nave scuola       |
| Sea Cloud             | Germania (bandiera)    | 1931 | 109,8   | 3 430   | 2 973     | yacht da crociera |
| Mir                   | Russia (bandiera)      | 1987 | 109,2   | 2 385   | 2 771     | nave scuola       |
| Dar Młodzieży         | Polonia (bandiera)     | 1981 | 108,8   | 2 946   | 3 015     | nave scuola       |
| Amerigo Vespucci      | Italia (bandiera)      | 1931 | 100,6   | 4 146   | 2 635     | nave scuola       |
| Parma                 | Germania (bandiera)    | 1902 | 99,8    | 3 090   | 3 500     | mercantile[10]    |
| Eclipse               | Germania (bandiera)    | 1902 | 99,5    | 3 080   | 3 500     | mercantile        |
| Falls of Clyde        | Stati Uniti (bandiera) | 1878 | 98      | 5 500   | 4 550     | nave museo        |
| Statsraad Lehmkuhl    | Norvegia (bandiera)    | 1914 | 98      | 1 516   | 2 026     | nave scuola       |
| Nippon Maru           |                        | 1930 | 97      | 2 285   | 2 397     | nave scuola       |
| Kaiwo Maru            |                        | 1930 | 97      | 2 284   | 2 397     | nave scuola       |
| Pommern               | Finlandia (bandiera)   | 1903 | 95      | 4 050   | 3 240     | nave museo        |
| Cuauhtémoc            | Messico (bandiera)     | 1982 | 90,5    | 1 800   | 2 368     | nave scuola       |
| USCGC Eagle           | Stati Uniti (bandiera) | 1936 | 89,7    | 1 816   | 2 065     | nave scuola       |
| Sagres                | Portogallo (bandiera)  | 1937 | 89,5    | 1 869   | 1 796     | nave scuola       |
| Simón Bolivar         | Venezuela (bandiera)   | 1979 | 82,4    | 2 385   | 1 650     | nave scuola       |
| Mircea                | Romania (bandiera)     | 1938 | 82,1    | 1 760   | 1 748     | nave scuola       |
| Gorch Fock            | Germania (bandiera)    | 1933 | 82,1    | 1 545   | 1 797     | nave museo        |
| Gorch Fock            | Germania (bandiera)    | 1958 | 82,1    | 1 760   | 2 037     | nave museo        |
| Gloria                | Colombia (bandiera)    | 1967 | 76      | 1 145   | 2 140     | nave scuola       |
| Seute Deern           | Stati Uniti (bandiera) | 1919 | 75,7    | 690     | 1 418     | yacht da crociera |
| Phocéa                | Francia (bandiera)     | 1976 | 75,1    | 530     | 1 000     | yacht             |
| Palinuro              | Italia (bandiera)      | 1934 | 69      | 1 341   | 899       | nave scuola       |
| Créole                | Italia (bandiera)      | 1927 | 65,6    | 434     | 2 040     | yacht privato[11] |